# Tithraustes erymas
Tithraustes erymas är en fjärilsart som beskrevs av Druce 1885. Tithraustes erymas ingår i släktet Tithraustes och familjen tandspinnare. Inga underarter finns listade i Catalogue of Life.